# Jason Lowe
Jason John Lowe (Wigan, 2 settembre 1991) è un calciatore inglese, centrocampista del Port Vale.

## Carriera

### Club
Ha giocato nella seconda divisione inglese con Blackburn, Birmingham City e, per una stagione, Bolton.

### Nazionale
Ha partecipato ai Mondiali Under-20 del 2011 ed agli Europei Under-21 del 2013.

## Palmarès

### Club

#### Competizioni nazionali
- Football League Trophy: 1

Salford City: 2019-2020